# Osikovec
Osikovec (německy Wosikowetz) je osada, část obce Vodice v okrese Tábor v Jihočeském kraji. Nachází se asi 1,5 kilometru severozápadně od Vodic. Je zde evidováno 8 adres. V roce 2011 zde trvale žili dva obyvatelé.
Osikovec leží v katastrálním území Babčice o výměře 2,08 km².

## Historie
První písemná zmínka o vesnici pochází z roku 1789.

## Obyvatelstvo
| Rok            | 1869 | 1880 | 1890 | 1900 | 1910 | 1921 | 1930 | 1950 | 1961 | 1970 | 1980 | 1991 | 2001 | 2011 | 2021 |
| -------------- | ---- | ---- | ---- | ---- | ---- | ---- | ---- | ---- | ---- | ---- | ---- | ---- | ---- | ---- | ---- |
| Počet obyvatel | 65   | 50   | 44   | 32   | 40   | 35   | 28   | 28   | 19   | 13   | 5    | 0    | 0    | 2    | 4    |
| Počet domů     | 8    | 7    | 7    | 7    | 6    | 6    | 6    | 9    | 9    | 5    | 5    | 6    | 6    | 6    | 7    |

## Obecní správa
Při sčítání lidu v letech 1850–1899 Osikovec byl osadou obce Rodná v okrese Tábor. V letech 1900–1975 byl osadou obce Domamyšl, se kterým patřil nejprve do okresu Tábor, ale v roce 1950 v okrese Pacov a od roku 1960 opět v okrese Tábor. Od 1. ledna 1976 je částí obce Vodice v okrese Tábor.

## Galerie

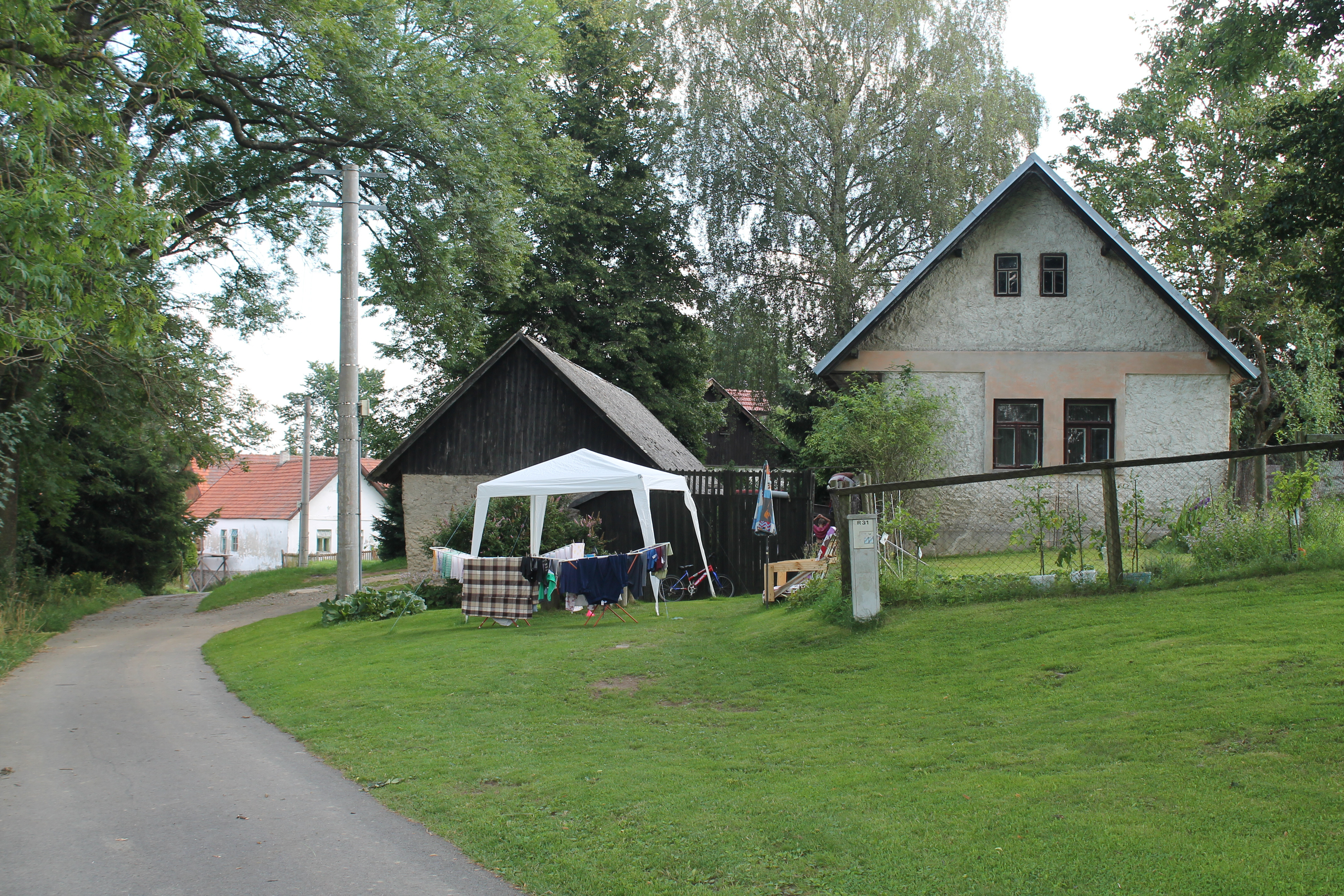
Statek čp. 5
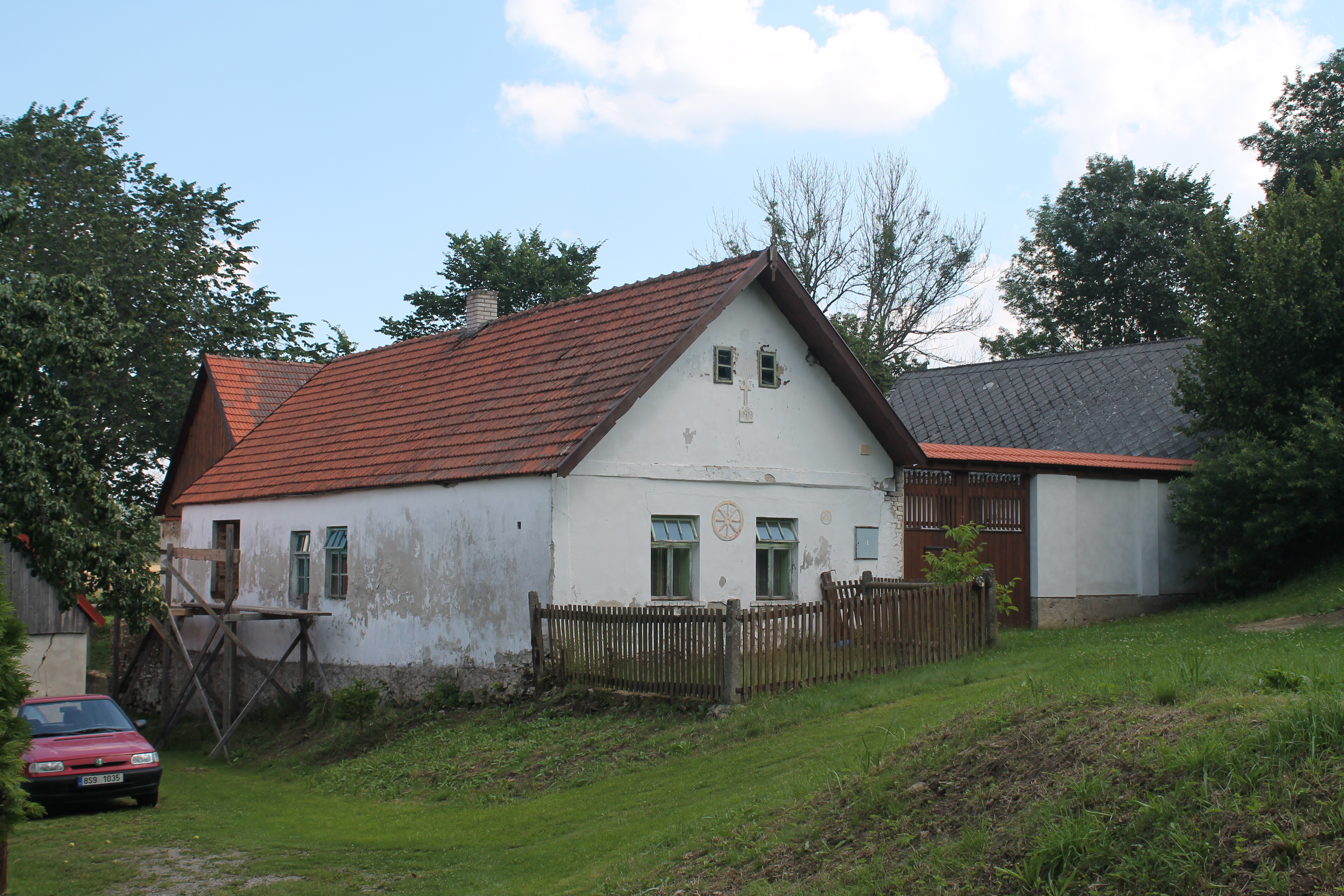
Statek čp. 3
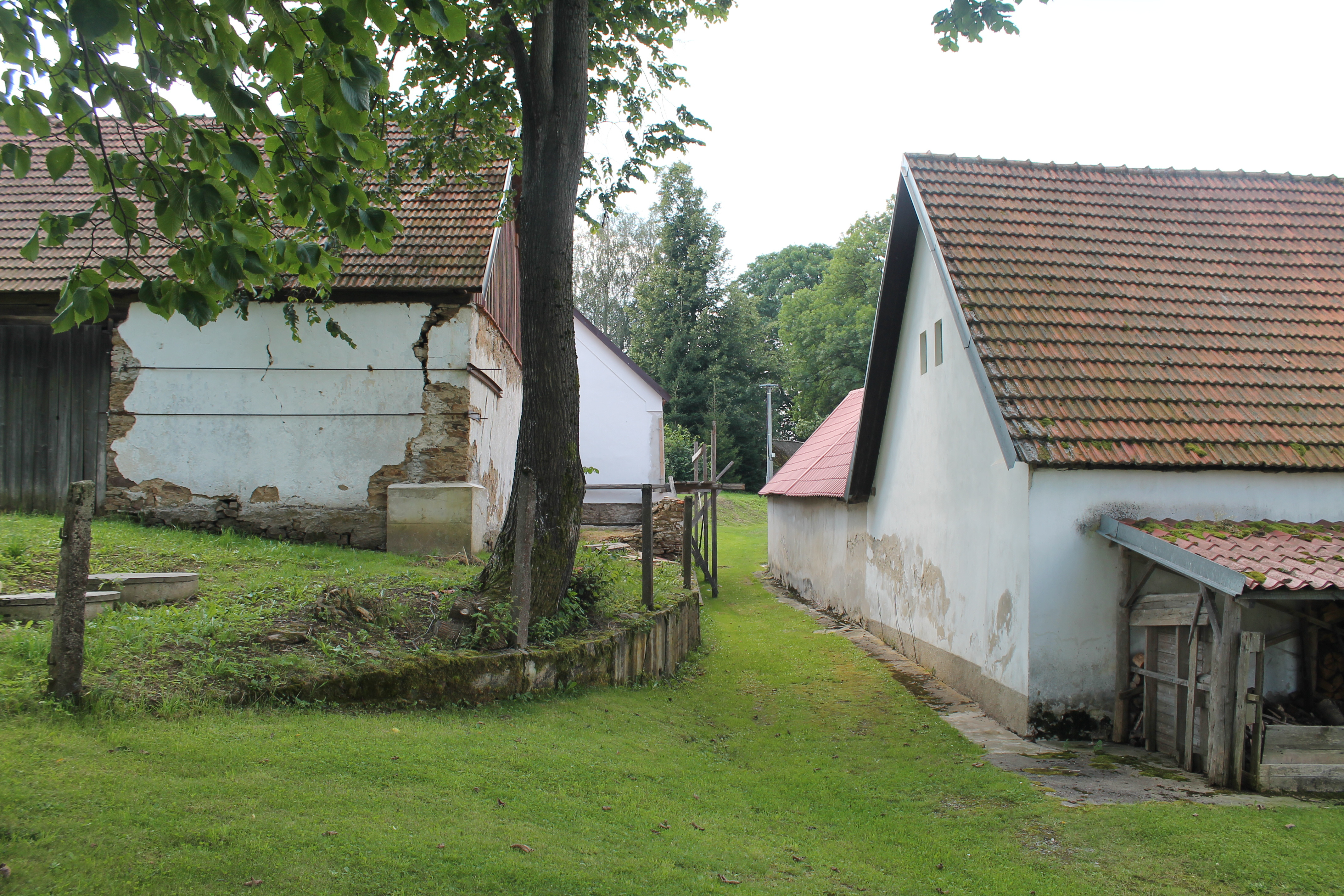
Severní část osady
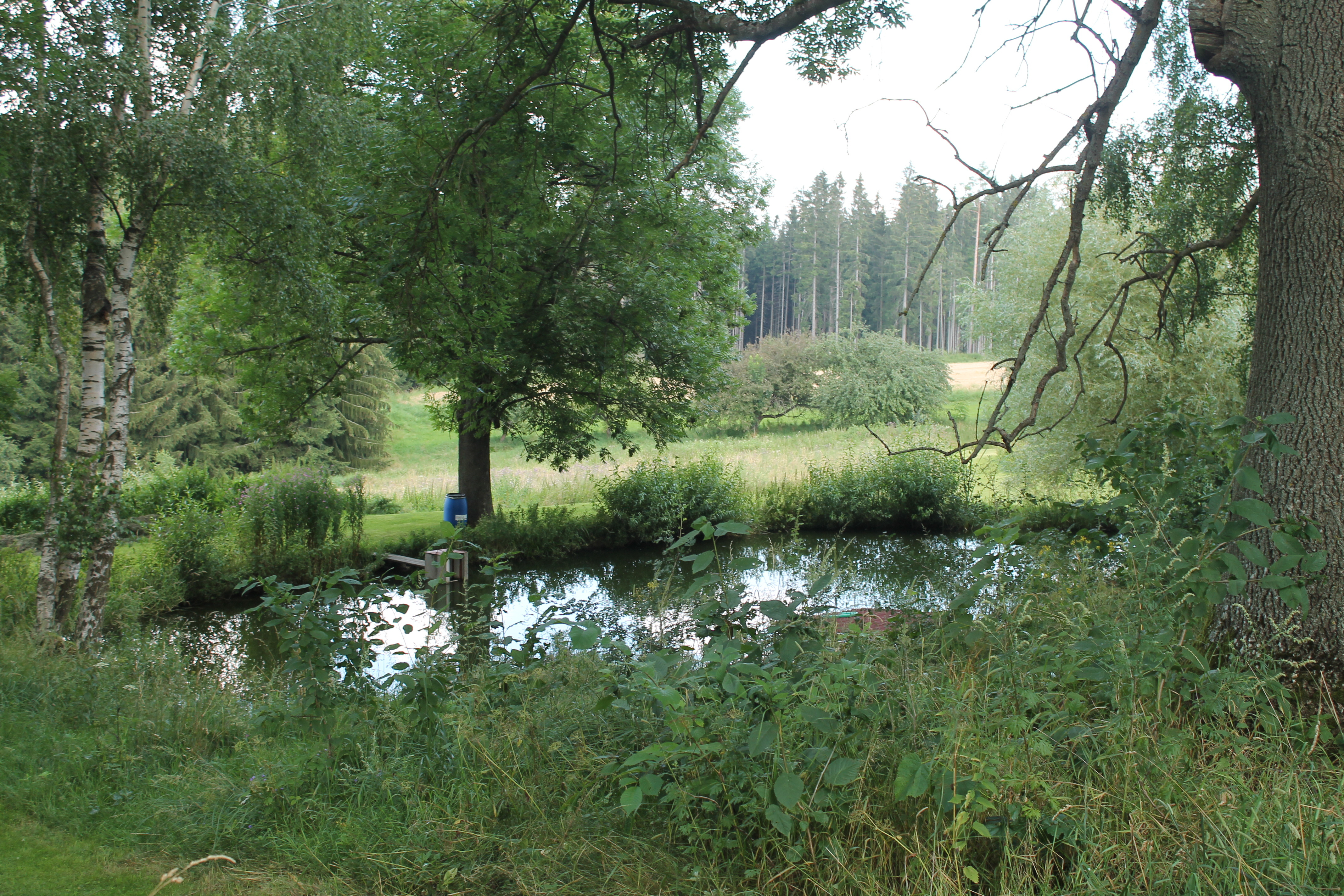
Rybník v osadě